# Brunkål
Brunkål er sukkerbrunet hvidkål serveret som middagsret.
Snittet hvidkål brunes i en gryde med sukker og smør og småkoger et par timer med et stykke flæsk. Det kan serveres med rugbrød eller kogte kartofler.